# Gotra maculata
Gotra maculata är en stekelart som först beskrevs av Gyöö Viktor Szépligeti 1908.  Gotra maculata ingår i släktet Gotra och familjen brokparasitsteklar. Inga underarter finns listade i Catalogue of Life.